# Lax (stripauteur)
Christian Lacroix (Lyon, 2 januari 1949) is een Frans stripauteur die werkt onder het pseudoniem Lax.
Lax volgde een kunstopleiding aan de École de Beaux-Arts van Saint-Étienne. In 1975 verscheen zijn eerste strip in een automobielmagazine. Daarop volgden publicaties in de stripbladen Métal hurlant, Fripounet en Circus en in 1982 werd zijn eerste stripalbum Ennui mortel gepubliceerd bij Glénat (op scenario van Aubrun). Zijn eerste strips waren getekend in een humoristische stijl en hadden vaak dieren als personages. Op scenario van Patrick Cothias tekende hij tussen 1986 en 1989 in realistische stijl het vierluik De verlichte markiezin. Het verhaal speelt zich af in Frankrijk aan de vooravond van de Franse Revolutie en de hoofdpersonages zijn de markiezin Sophie de Groucy en de adolescent Modeste Bonhomme. Hij tekende ook verschillende albums in de collectie Vrije Vlucht van Dupuis. Vanaf 1984 gaf hij les aan de stripopleiding van de École Émile Cohl.